# 曾有翼

《民国之精华》中的曾有翼照片

曾有翼（1870年—1936年），字子敬。奉天城南红菱堡人。中华民国政治人物。

## 生平

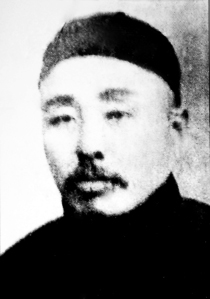
曾有翼

曾有翼幼年因家庭贫困而没能上学，常常在学堂窗外偷听。后来他经过自学，于清朝末年中秀才，后成为光绪三十二年（1906年）丙午科优贡。1907年，他考入京师大学堂。毕业后，他历任奉天蒙文学堂监督，奉天省立第一中学历史教员，提学司议绅，奉天省教育厅谘议，教育总会副会长、会长等职。
中华民国成立后，1912年他进入政界，当选北京临时参议院议员。此后，他到1922年共三次出任国会众议院议员。他还历任奉天行政公署教育咨议官，东北盐运使兼山海关监督，奉天督军公署秘书等职务。
1923年，奉天市政公所筹备处成立。同年，奉天市政公所成立，曾有翼任奉天市首任市长，兼奉天电灯厂厂长。
1926年9月，他辞去奉天市市长等本兼各职，到哈尔滨投靠吴俊升，任东三省铁路督办公署参赞兼秘书长，1932年改任顾问。
1936年，曾有翼逝世。